# Chiesa della Madonna del Cerro
La chiesa della Madonna del Cerro è un edificio religioso situato nel comune di Sorano, presso la frazione di Montebuono. La sua ubicazione è lungo la strada vicinale di Montebuono, in prossimità della località La Dispensa.

## Storia
La chiesa fu costruita tra la fine del Seicento e gli inizi del Settecento, in ricordo di un leggendario avvenimento miracoloso avvenuto presso un cerro che si trovava nel punto in cui venne costruito l'edificio religioso. Secondo la leggenda, apparve una tavola raffigurante la Vergine su un ramo dell'albero ivi collocato. Dopo che l'effigie sacra, di origine sconosciuta, fu collocata nella vicina chiesa di Sant'Andrea, questa continuava misteriosamente a tornare sul cerro in cui venne trovata.
Ritenuto tale evento miracoloso, fu decisa la costruzione di una chiesa, dedicata appunto alla Madonna del Cerro, nel luogo in cui si trovava questo albero. L'edificio religioso doveva ospitare, infatti, questa misteriosa tavola raffigurante la Vergine, oltre ad un pezzo di tronco del cerro che veniva tagliato per consentire la costruzione della chiesa.
Utilizzata dai fedeli per la venerazione della Madonna e dell'effigie sacra miracolosa, la chiesa andò incontro ad un lungo periodo di degrado ad iniziare dagli inizi del Novecento. Un restauro completato nel 1982 ha permesso di riportare l'edificio religioso agli antichi splendori.

## Descrizione
La chiesa della Madonna del Cerro si presenta come un semplice edificio religioso, situato in prossimità della strada che giunge fino al centro di Montebuono.
La chiesa è preceduta da una scalinata a otto ordini, che dalla strada consente di raggiungere la posizione rialzata in cui si trova il portale d'ingresso rettangolare, che si apre al centro della facciata principale anteriore, consentendo l'ingresso all'interno dell'edificio religioso.
L'edificio religioso si sviluppa a pianta rettangolare, con l'interno ad aula unica ove spicca l'altare; vi è custodita la tavola ritenuta miracolosa, effettivamente risalente al periodo di transizione tra la fine del Seicento e gli inizi del Settecento. Le pareti si presentano interamente rivestite in intonaco, sia all'interno che all'esterno della chiesa.